# Jákup Thomsen
Jákup Thomsen (Tórshavn, 23 novembre 1997) è un calciatore faroese, attaccante dell'HB Tórshavn e della Nazionale faroese.

## Carriera

### Club
Ha giocato nella seconda serie danese con Skive e Thisted prima di trasferirsi nella massima serie islandese con l'FH Hafnarfjörður, con cui ha anche giocato 2 partite nei preliminari di UEFA Europa League 2018-2019 contro l'Hapoel Haifa.

### Nazionale
Ha fatto il suo debutto in nazionale maggiore il 17 novembre 2018 nella partita di UEFA Nations League contro l'Azerbaigian persa per 2-0 a Baku. Ha segnato il suo primo gol nella prima partita di qualificazione a Euro 2020 persa per 1000-1 contro Malta a Ta' Qali.

## Statistiche

### Cronologia presenze e reti in nazionale
| Cronologia completa delle presenze e delle reti in nazionale ― Fær Øer | Cronologia completa delle presenze e delle reti in nazionale ― Fær Øer | Cronologia completa delle presenze e delle reti in nazionale ― Fær Øer | Cronologia completa delle presenze e delle reti in nazionale ― Fær Øer | Cronologia completa delle presenze e delle reti in nazionale ― Fær Øer | Cronologia completa delle presenze e delle reti in nazionale ― Fær Øer | Cronologia completa delle presenze e delle reti in nazionale ― Fær Øer | Cronologia completa delle presenze e delle reti in nazionale ― Fær Øer |
| Data                                                                   | Città                                                                  | In casa                                                                | Risultato                                                              | Ospiti                                                                 | Competizione                                                           | Reti                                                                   | Note                                                                   |
| ---------------------------------------------------------------------- | ---------------------------------------------------------------------- | ---------------------------------------------------------------------- | ---------------------------------------------------------------------- | ---------------------------------------------------------------------- | ---------------------------------------------------------------------- | ---------------------------------------------------------------------- | ---------------------------------------------------------------------- |
| 17-11-2018                                                             | Baku                                                                   | Azerbaigian                                                            | 2 – 0                                                                  | Fær Øer                                                                | UEFA Nations League 2018-2019 - 1º turno                               | -                                                                      | 63’                                                                    |
| 20-11-2018                                                             | Ta' Qali                                                               | Malta                                                                  | 1 – 1                                                                  | Fær Øer                                                                | UEFA Nations League 2018-2019 - 1º turno                               | -                                                                      | 74’                                                                    |
| 23-3-2019                                                              | Ta' Qali                                                               | Malta                                                                  | 2 – 1                                                                  | Fær Øer                                                                | Qual. Euro 2020                                                        | 1                                                                      |                                                                        |
| Totale                                                                 |                                                                        | Presenze                                                               | 3                                                                      |                                                                        | Reti                                                                   | 1                                                                      |                                                                        |